# Mark Baanders
Mark Baanders (Amsterdam, 26 november 1997) is een verslaggever bij de Nederlandse omroep PowNed. Hij wordt ook wel Slijptol genoemd, vanwege zijn hese stem.

## Biografie

### Jeugd en opleiding
Baanders groeide op in Amsterdam-Oud-Zuid. Vanaf 2016 werkte hij als verslaggever bij AT5, waarna hij in 2017 overstapte naar PowNed. In 2017 richtte hij het bedrijf Bureau Baanders Producties op, dat zich bezighoudt met podiumkunst. In 2021 behaalde hij zijn bachelor in de richting bedrijfskunde aan de Universiteit van Amsterdam.

### Carrière en privé
Eind maart 2021 kwam hij landelijk in het nieuws door zijn reportage voor PowNed bij de Sionkerk op Urk, die de deuren opende voor al zijn leden ten tijde van de coronapandemie, waarna leden massaal de dienst bijwoonden. Voor aanvang van de kerkdienst van 28 maart benaderde hij kerkgangers en werd hij in reactie daarop door enkelen van hen fysiek aangevallen. Toen Baanders kerkgangers wilde interviewen, werd hij geschopt en door een automobilist aangereden. De kerk stelde echter dat de verslaggever van PowNed welbewust voor de inparkerende auto was gesprongen en 'op overdreven wijze deed voorkomen dat hij ernstig aangereden werd'. Op 3 augustus 2021 kreeg de automobilist een taakstraf van 80 uur opgelegd voor zijn aandeel in het incident.
In de zomer van 2022 deed Baanders mee aan de Slimste Mens. Later dat jaar nam hij deel aan het televisieprogramma De Alleskunner VIPS waar hij als zesde eindigde.
In januari 2023 werden Baanders en een cameraman bij ongeregeldheden rondom de ontruiming van Lützerath belaagd door antifa. Omroepsvoorzitter Dominique Weesie kondigde een aangifte aan. De Duitse en Nederlandse journalistenbonden veroordeelden de belaging. Actievoerders betwistten Weesie's stelling dat ook andere journalisten waren aangevallen. PowNed zou de groep "hinderlijk achtervolgd" hebben. Weesie bleef bij zijn woorden, verwijzende naar bevestiging van Duitse journalisten.
Baanders was later in 2023 te zien als deelnemer in het derde seizoen van het televisieprogramma Hunted VIPS, in een team met Niels Oosthoek. Datzelfde jaar was Baanders tevens een van de deelnemers aan het 23e seizoen van het RTL 4-programma Expeditie Robinson,  hij viel als zeventiende af en eindigde daarmee op de vierde plaats. In 2023 is hij de presentator van het televisieprogramma Serious Christmas. Ook deed Baanders in dat jaar samen met Frits Wester mee aan het televisieprogramma De Nieuwsquiz 2023.
In 2024 deed Baanders samen met Floris Göbel mee aan het televisieprogramma Voor het blok. Dat jaar deed hij ook mee aan Het perfecte plaatje in Thailand. Ook deed Baanders in 2024 mee aan de televisieprogramma’s Wat een dag! en 30 seconds. Daarnaast was hij in 2024 te gast in het televisieprogramma Dit was het nieuws en deed hij samen met Maxim Froger mee aan het televisieprogramma de Top 4000 Muziekquiz.
In de televisieserie Baanders wil een baby onderzoekt Baanders de mogelijkheden voor een homostel (in het bijzonder een mannelijk homostel) met een kinderwens om die te realiseren. Zoals de titel aangeeft is dit ook zijn eigen wens. Hij vormde van maart 2022 tot mei 2024 met zijn partner zelf een homostel, maar deze relatie liep tijdens de opnames stuk. Nog een tegenslag vormt de regeringsmaatregel om geen nieuwe interlandelijke adopties meer toe te staan. Ook komt het inschakelen van een draagmoeder aan de orde, en de kosten van een en ander, voor zover nog mogelijk.
In 2025 deed Baanders mee als dragqueen aan het televisieprogramma Make Up Your Mind.